# Abbattimento del Mil Mi-8 azero del 1992
Il 28 gennaio 1992, l'elicottero da trasporto azero Mil Mi-8 fu abbattuto da un missile a ricerca di calore nei pressi della città di Shusha.
Il rapporto del 1993 della US Federal Aviation Administration sulla sicurezza aerea lo definì "l'incidente più significativo" che coinvolse l'aviazione civile nell'Eurasia centrale.

## Contesto
Nel gennaio 1992 scoppiò una seria battaglia aerea durante la guerra del Nagorno-Karabakh. Gli aerei azeri divennero facili bersagli per le forze armate armene. Il 9 gennaio, gli armeni affermarono per la prima volta di aver abbattuto un elicottero azero. Altre rivendicazioni seguirono il 24, 28 e 31 gennaio, tutte sul Nagorno-Karabakh, l'ultima delle quali fu relativa a un Mi-8 abbattuto dai MANPADS sopra il villaggio di Huha. Il 31 gennaio, gli azeri rivendicarono l'abbattimento di due Mi-8 che supportavano la prima offensiva armena.

## Abbattimento
L'elicottero Mi-8 trasportava a bordo 44 persone (41 passeggeri, tutti civili e 3 membri dell'equipaggio) quando partì dalla città di Ağdam per Shusha, che era stata bloccata dagli armeni. Il velivolo fu abbattuto durante la rotta da un missile terra-aria. Tutti i membri a bordo furono uccisi. Secondo il giornalista azero Kerim Kerimli, che aiutò a raccogliere i corpi nel sito e confermò il numero delle vittime, il missile era stato lanciato da Stepanakert.
I funzionari armeni dichiararono che l'elicottero stava trasportando armi e munizioni agli azeri che attaccavano i villaggi armeni.